# EPF - École d'ingénieurs
EPF - École d'ingénieurs (раніше École polytechnique feminine) — французька інженерна школа, заснована в 1925 році.
Школа готує інженерів багатопрофільного профілю, які працюють у всіх галузях промисловості та послуг. Кожен клас складається з приблизно 350 студентів загальної освіти, подвійних ступенів і студентів.
Розташований у Кашані, а також у Труа з 2010 року та в Монпельє з 2012 року, EPF є визнаним державою приватним вищим навчальним закладом загального інтересу. Школа є членом Союзу великих незалежних шкіл (UGEI).
EPF був створений у 1994 році на основі колишньої жіночої політехнічної школи (яка ніколи не була пов’язана з Політехнічна школа), заснованої в 1925 році Марією-Луїзою Паріс.

## Знамениті випускники
- Астрід Гюяр, французька фехтувальниця на рапірах